# Agatángelo Soler Llorca
Agatángelo Soler Llorca (Alacant, 1 de juliol de 1918 - 1995) fou un polític i farmacèutic alacantí. Fill d'un conegut farmacèutic, estudià als Germans Maristes d'Alacant, on el 1933 fou vocal de la Federació d'Estudiants Catòlics d'Alacant, juntament amb Blas Piñar López i poc després s'afilià a Falange Española. En esclatar la guerra civil espanyola fou detingut i processat per alta traïció, però en fou absolt el gener de 1937. Marxà a Alcoi, però fou novament detingut i acusat d'organitzar la Falange clantestina. Marxà aleshores a Albacete i fou enviat al front d'Extremadura en el Cos de Sanitat. Allí es passà al bàndol sublevat i el 1939 entraria a Alacant amb les tropes de Gastone Gambara.
Un cop acabada la guerra, marxà a estudiar farmàcia a la Universitat Central de Madrid, on es llicencià el 1943 i fou tresorer del Sindicato Español Universitario. També va formar part de la Divisió Blava durant 18 mesos. Després tornà a Alacant, on fou sotscap provincial del Movimiento Nacional (1949-1953) i regidor de l'Ajuntament d'Alacant pel terç d'entitats des del 1949. També fou procurador en Corts Franquistes el 1952-1964 i el 1967-1971 i alcalde d'Alacant el 1954-1963. Durant el seu mandat es va dur a terme obres de desenvolupament urbà a la platja de Sant Joan, l'Albufereta i el barri de la Mare de Déu del Remei; es va concedir el Postiguet a l'Ajuntament, es modernitzà l'aeroport de la Rabassa, es municipalitzaren els tramvies i es perllongà la Rambla cap al Nord. Però com a falangista ortodox s'enfrontà a la preponderància de l'Opus Dei en la política nacional, i el 1963 va dimitir
Després fou Consejero Nacional del Movimiento de 1967 a 1971, quan dimití en solidaritat amb el Capità General de Granada en relació amb unes declaracions sobre el menyspreu a la Falange, i president del Sindicat Provincial d'Indústries Químiques. El 1969 votà en contra de la Llei de Successió proposada per Franco en la que es designava a Joan Carles de Borbó com a successor, i el 1971 va polemitzar amb Laureà López Rodó, raó per la qual fou multat pel Tribunal Suprem d'Espanya amb 1.000 pessetes. Després es va retirar de la política i el 1972 fou nomenat conseller del Banc Alacantí de Comerç. Li van oferir encapçalar la candidatura a la província d'Alacant de la Falange Espanyola de les JONS a les eleccions generals espanyoles de 1977, però la va rebutjar afirmant, com a bon falangista, que no creia en els partits ni en les eleccions.
Durant 25 anys fou president del Col·legi Oficial de Farmacèutics d'Alacant. La seva esposa, Edna Rosa Díaz Ulmo, és tia de Luis Díaz Alperi, alcalde d'Alacant des de 1995 a 2008 pel PP. El 2008 la seva família va cedir la medalla i la faixa d'alcalde a la Mare de Déu del Remei

## Obres
- Historias de la placeta de San Cristóbal (1973)
- Un entierro a la Federica (1975)